# Amedeo Fani
Amedeo Fani, född 1891, död 1974, var en italiensk jurist, publicist och politiker.
Fani var advokat, anslöt sig till den fascistiska rörelsen i april 1921. Från 1927 var han fascistisk deputerade och blev 1929 understatssekreterare i utrikesdepartementet.